# 쓰촨타킨
쓰촨타킨, 또는 티베트타킨(학명: Budorcas taxicolor tibetana)은 타킨의 아종 중 하나로 취약종으로 분류된다. 티베트와 중화인민공화국의 쓰촨성, 신장 위구르 자치구, 간쑤성 등지에 분포한다.

## 분류
쓰촨타킨은 가까운 사촌인 황금타킨과 서식 지역의 위치나 털 색깔의 차이에 따라 구별할 수 있다. 타킨은 과거 사향소와의 신체적 유사성으로 인해 밀접한 관련이 있는 것으로 간주되었으나, 현재는 공통된 조상이 아닌 아니라 수렴 진화에 의한 것으로 밝혀졌다. 최근 DNA 염기서열 분석을 통해 타킨은 유전적으로 양족 동물들(염소, 히말라야타르, 양, 바랄, 바바리양)에 가까운 친척임이 밝혀졌다.

## 서식지
타킨은 판다와 마찬가지로 울창한 대나무 숲에 서식한다. 쓰촨타킨은 이 울창한 덤불과 대나무 숲에서 최대 30마리까지 가족 집단으로 산다. 크고 땅딸막하며 상대적으로 움직임이 느림에도 불구하고 쓰촨타킨은 종종 가파르고 올라가기 힘든 경사면이 있는 바위 서식지를 이동하는 데 상당히 민첩하게 움직인다. 타킨의 산악 서식지에 접근할 수 없다는 것은 이 종의 행동과 생태, 특히 분포와 개체수 크기에 대한 정보가 거의 없다는 것을 의미한다.

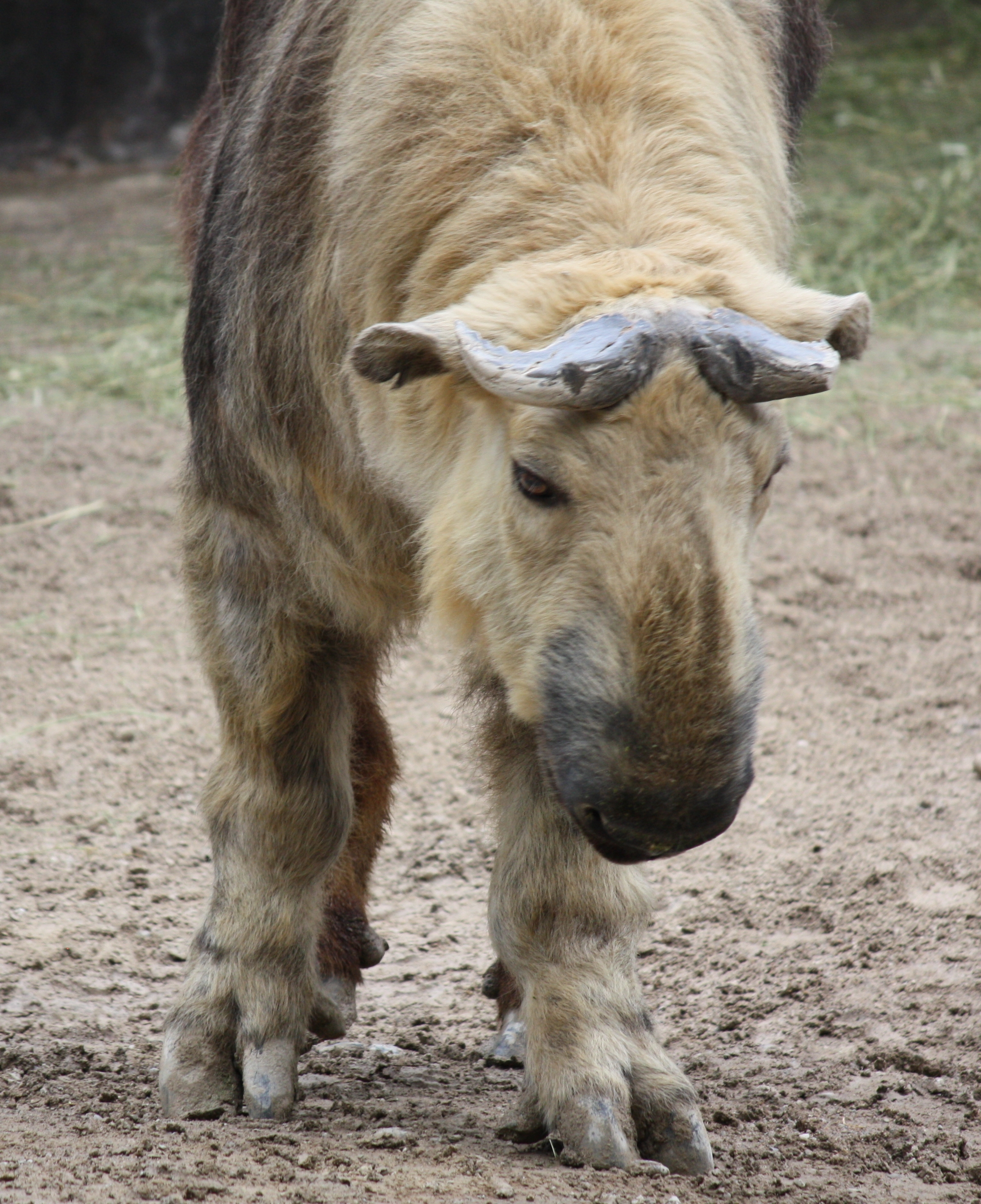
신시내티 동물원의 성체 쓰촨타킨

## 위협
쓰촨타킨은 중국의 국보로 가장 높은 법적 보호를 받고 있지만, 지속적인 밀렵과 서식지 파괴로 인해 위협받고 있다. 이 종을 보전하는데 가장 필요한 것은 유효한 장기 보존 및 관리 계획을 수립할 수 있는 추가적인 과학 지식이다. 이 종의 생존을 위협하는 주요 요인으로는 고기와 모피를 얻기 위한 사냥꾼의 밀렵이 있다. 이로 인해 야생에서 쓰촨타킨의 개체수는 감소하였다. 이 종의 정확한 개체수는 아직 밝혀지지 않았지만, 자이언트판다와 다른 종들의 보호를 통해 간접적으로 이익을 얻었을 수 있다.

## 행동과 생태
타킨은 히말라야산맥의 겨울의 혹독한 추위 속에서 몸을 따뜻하고 건조하게 유지하도록 돕는 적응력을 가지고 있다. 추위를 막기 위해 2차적으로 두꺼운 털이 자라며, 말코손바닥사슴처럼 큰 주둥이는 타킨이 들이마시는 공기가 폐에 도달하기 전에 따뜻하게 데우기 위해 큰 부비강이 있다. 이러한 적응이 없다면, 타킨들은 숨쉬기만 해도 많은 양의 체온을 잃을 것이다. 또 다른 보호책으로는 기름진 피부가 있다. 비록 타킨에게 피부샘은 없지만, 이들의 피부는 폭풍과 안개 속에서 천연 우비 역할을 하는 기름지고 쓴 맛이 나는 물질을 분비한다. 이 기름진 물질의 줄무늬는 타킨이 몸을 문지르는 곳에서 볼 수 있다. 이들은 또한 말과 사향의 조합 같은 냄새가 난다.
타킨은  이른 아침과 늦은 오후에 먹고, 먹이를 먹지 않을 때는 쉰다. 이들은 4,300m 이상의 고도에 살기  때문에, 많은 종류의 고산 식물과 낙엽 식물과 상록수를 먹고 산다. 타킨은 입이 닿는 곳에 있는 거의 모든 식물을 먹는다. 여기에는 상록 진달래와 참나무의 질긴 잎, 버드나무와 소나무 껍질, 대나무 잎, 그리고 다양한 새로 자라는 잎과 허브를 포함한다. 타킨은 그들은 더 높은 식물에 도달하기 위해 앞다리를 나무에 받쳐 놓고 뒷다리로 설 수 있다.

### 이주
매년 봄이 되면 타킨은 큰 무리를 지어 산을 타고 수목이 우거진 곳으로 이동한다. 날씨가 서늘해지고 식량이 부족해지면, 타킨은 숲이 우거진 계곡으로 내려간다. 산을 오르내리거나 넘어갈 때, 타킨은 같은 경로를 반복해서 이동한다. 이는 대나무와 진달래의 빽빽한 성장을 통해 자연산 함염지와 방목 지역으로 이어지는 잘 마모된 일련의 길을 만든다.
타킨 무리의 크기는 계절에 따라 변화한다. 봄과 초여름에는 무리가 최대 300마리까지 모일 수 있다. 날씨가 서늘해지며 먹이가 부족해지면, 큰 무리는 10~35마리의 개체로 이루어진 작은 무리로 나뉘어 산을 내려간다. 무리는 성체 암컷, 아성체 및 어린 수컷으로 구성된다. 나이가 많은 수컷들은 늦여름의 짝짓기 철을 제외하고는 일반적으로 단독 생활을 한다.

### 번식
암컷 타킨은 이른 봄에 한 마리의 새끼를 낳는다. 새끼 타킨은 태어난 지 3일 이내에 어미를 따라 대부분의 지역을 돌아다닐 수 있다. 이는 포식자가 근처에 있거나 무리가 먹이를 찾기 위해 먼 거리를 이동해야 하는 경우에 매우 중요하다.

### 천적
타킨은 크고 강력한 몸과 인상적인 뿔 덕분에 곰이나 늑대 외에는 천적이 거의 없다. 타킨은 일반적으로는 느리게 움직이지만, 화가 나거나 겁을 먹으면 빠르게 반응할 수 있으며, 필요할 때는 바위에서 바위 사이로 민첩하게 뛰어오를 수 있다. 위험을 감지한 타킨은 크게 "기침 소리"을 내어 다른 타킨들에게 숨으라는 경고를 알린다. 또한 위협적인 포효를 내거나 울부짖을 수 있다.